# Richard Bright
Richard James Bright (New York, 28 giugno 1937 – New York, 18 febbraio 2006) è stato un attore statunitense, conosciuto soprattutto per aver interpretato il personaggio di Al Neri nella trilogia de Il padrino.

## Biografia
Nato nel quartiere di Brooklyn a New York, amico di Sam Peckinpah, Bright è stato un caratterista dal volto scavato e dallo sguardo glaciale, attivo fin dalla fine degli anni cinquanta sul grande schermo, dove interpretò quasi sempre ruoli di criminali o poliziotti.
Nella sua quarantennale carriera, Bright apparve in alcune delle più importanti pellicole del cinema di gangster moderno, come la trilogia de Il padrino e C'era una volta in America (1984). Il ruolo di Al Neri, guardia del corpo di Michael Corleone, uomo di fiducia e poi caporegime, gli assicurò un posto nella storia di questo genere cinematografico: l'apice è raggiunto con uno degli eventi cruciali nella saga dei Corleone, l'omicidio del fratello di Michael, Fredo, ucciso da Al mentre i due si trovano a pesca su una barca sul lago Tahoe.
Diretto più volte da Peckinpah e da Coppola, Bright partecipò in ruoli secondari a numerosi film, recitando accanto a star come Steve McQueen in Getaway! (1972), Dustin Hoffman in Il maratoneta (1976) e Andy García in Prove apparenti (1996) di Sidney Lumet. Sul piccolo schermo fu attivo dagli anni sessanta, in serie televisive quali La parola alla difesa, Hill Street giorno e notte, Law & Order e ancora in un ruolo gangster nel cult I Soprano (2002).

### Morte
Morì investito da un bus che faceva una manovra in retromarcia, nell'Upper West Side di New York: l'autista, interrogato, non si era nemmeno accorto dell'accaduto e non venne preso alcun provvedimento nei suoi confronti.

## Vita privata
Si sposò tre volte: nel 1957 con Elisa Granese, da cui divorziò nel 1960; poi dal 1967 al 1976 con Sue D. Wallace e dal giugno 1977 con l'attrice Rutanya Alda, da cui ebbe un figlio.

## Filmografia parziale

### Cinema
- Autopsia di un gangster (Never Love a Stranger), regia di Robert Stevens (1958) - non accreditato
- Strategia di una rapina (Odds Against Tomorrow), regia di Robert Wise (1959)
- Panico a Needle Park (The Panic in Needle Park), regia di Jerry Schatzberg (1971)
- Il padrino (The Godfather), regia di Francis Ford Coppola (1972)
- Getaway! (The Getaway), regia di Sam Peckinpah (1972)
- Pat Garrett e Billy Kid (Pat Garrett & Billy the Kid), regia di Sam Peckinpah (1973)
- Il padrino - Parte II (The Godfather: Part II), regia di F. F. Coppola (1974)
- Scandalo al ranch (Rancho Deluxe), regia di Frank Perry (1975)
- Il maratoneta (Marathon Man), regia di John Schlesinger (1976)
- Citizens Band, regia di Jonathan Demme (1977)
- In cerca di Mr. Goodbar (Looking for Mr. Goodbar), regia di Richard Brooks (1977)
- Hair, regia di Miloš Forman (1979)
- Rock Machine (The Idolmaker), regia di Taylor Hackford (1980)
- Due come noi (Two of a Kind), regia di John Herzfeld (1983)
- Vigilante, regia di William Lustig (1983)
- C'era una volta in America (Once Upon a Time in America), regia di Sergio Leone (1984)
- Inferno in diretta (Cut and Run), regia di Ruggero Deodato (1985)
- I due criminali più pazzi del mondo (Crimewave), regia di Sam Raimi (1985)
- Danko (Red Heat), regia di Walter Hill (1988)
- L'ambulanza (The Ambulance), regia di Larry Cohen (1990)
- Il padrino - Parte III (The Godfather: Part III), regia di Francis Ford Coppola (1990)
- C'eravamo tanto odiati (The Ref), regia di Ted Demme (1994)
- Prove apparenti (Night Falls on Manhattan), regia di Sidney Lumet (1997)

### Televisione
- La parola alla difesa (The Defenders) – serie TV, 1 episodio (1964)
- Hill Street giorno e notte (Hill Street Blues) – serie TV, 1 episodio (1986)
- Il richiamo delle balene (Calm at Sunset), regia di Daniel Petrie – film TV (1996)
- Squadra emergenza (Third Watch) – serie TV, 1 episodio (1999)
- I Soprano (The Sopranos) – serie TV, episodio 4x04 (2002)
- Law & Order: Criminal Intent – serie TV, 1 episodio (2002)
- Law & Order - Unità vittime speciali (Law & Order: Special Victims Unit) – serie TV, 7x08 episodio (2005)

## Doppiatori italiani
Nelle versioni in italiano delle opere in cui ha recitato, Richard Bright è stato doppiato da:
- Vittorio Congia ne Il maratoneta, Danko
- Dante Biagioni in Law & Order - I due volti della giustizia (ep. 13x03), Law & Order - Unità vittime speciali
- Massimo Turci in Strategia di una rapina
- Michele Gammino in Panico a Needle Park
- Gianni Marzocchi in Getaway!
- Antonio Guidi ne Il padrino - Parte II
- Paolo Poiret in Due come noi
- Vittorio Di Prima in C'era una volta in America
- Giancarlo Prete in I due criminali più pazzi del mondo
- Massimo Milazzo in L'ambulanza
- Sergio Matteucci ne Il padrino - Parte III
- Angelo Nicotra in Law & Order - I due volti della giustizia (ep. 4x05)
- Franco Chillemi in Law & Order - I due volti della giustizia (ep. 7x14)
- Enrico Bertorelli in Law & Order - Criminal Intent
- Sandro Sardone in C'eravamo tanto odiati
- Stefano Mondini ne Il richiamo delle balene
- Mario Milita in Prove apparenti
- Nino D'Agata in C'era una volta in America (ridoppiaggio)